# 星型エンジン

5気筒星型エンジンの動作

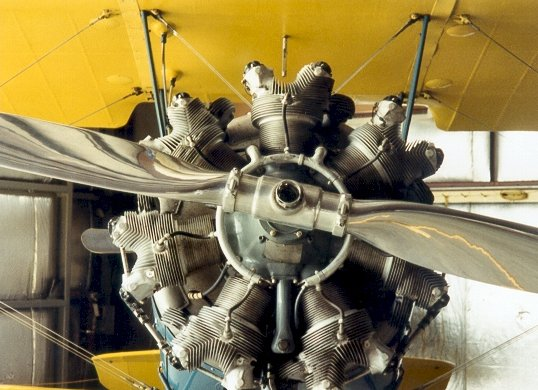
航空機の機首に装備された星型エンジン

星型エンジン（ほしがたエンジン）とは、シリンダーを放射状に配列したレシプロエンジン。20世紀半ばまで航空発動機はガソリンエンジンが主流であったが、その中でも空冷星型の気筒配列が最も多く採用された。

## 構造
クランクシャフトを中心にしてシリンダーが放射状に並べられる。英語では文字通り「Radial engine」(放射状エンジン) と呼ばれる。他の言語では、ドイツ語のSternmotor（Stern＝星）やフランス語のMoteur en étoile（Étoile＝星）などは、日本語と同じように星になぞらえている。ひとつひとつのシリンダーは独立している。コネクティングロッドはマスターロッドとサブロッドを用いる方式を使う。ひとつのピストンがマスターロッドを介してクランクピンに繋げられ、他のシリンダーはサブロッドでマスターロッドを介して繋げられる。回転に伴いマスターロッドが揺動するためサブロッド取り付け部の運動軌跡は楕円となり、大端が円運動軌跡を描くマスターロッドの気筒とはストローク長、死点位置、死点タイミングがずれ、しかもこのずれ度合いは気筒ごとに全て異なる。ストローク長ずれによる1％程度の気筒容積違いや1〜2°の死点タイミングずれによる不等間隔爆発は無視しても問題にならなかったが、性能に大きな影響を与える上死点位置（圧縮比）、点火時期は補正して揃える必要があった。
上死点位置揃えはサブロッドかシリンダー長さ調整、またはマスターロッドへの取り付け穴位置ずらしのいずれかによって可能だが、サブロッドやシリンダー長さを気筒ごとに別にするのは部品種類が増えるため、通常は穴位置ずらしが採られた。点火時期はポイント開閉用カム山形状を不等間隔配置して死点タイミングずれに合わせた。
戦闘機に搭載する際には、エンジンの中心部に部品が集中している構造であるためモーターカノンは搭載できず機銃を機軸から離れた位置に設置する必要があった。

## 特徴

5気筒星型エンジンの給排気弁とそれを作動させる機構の構造図

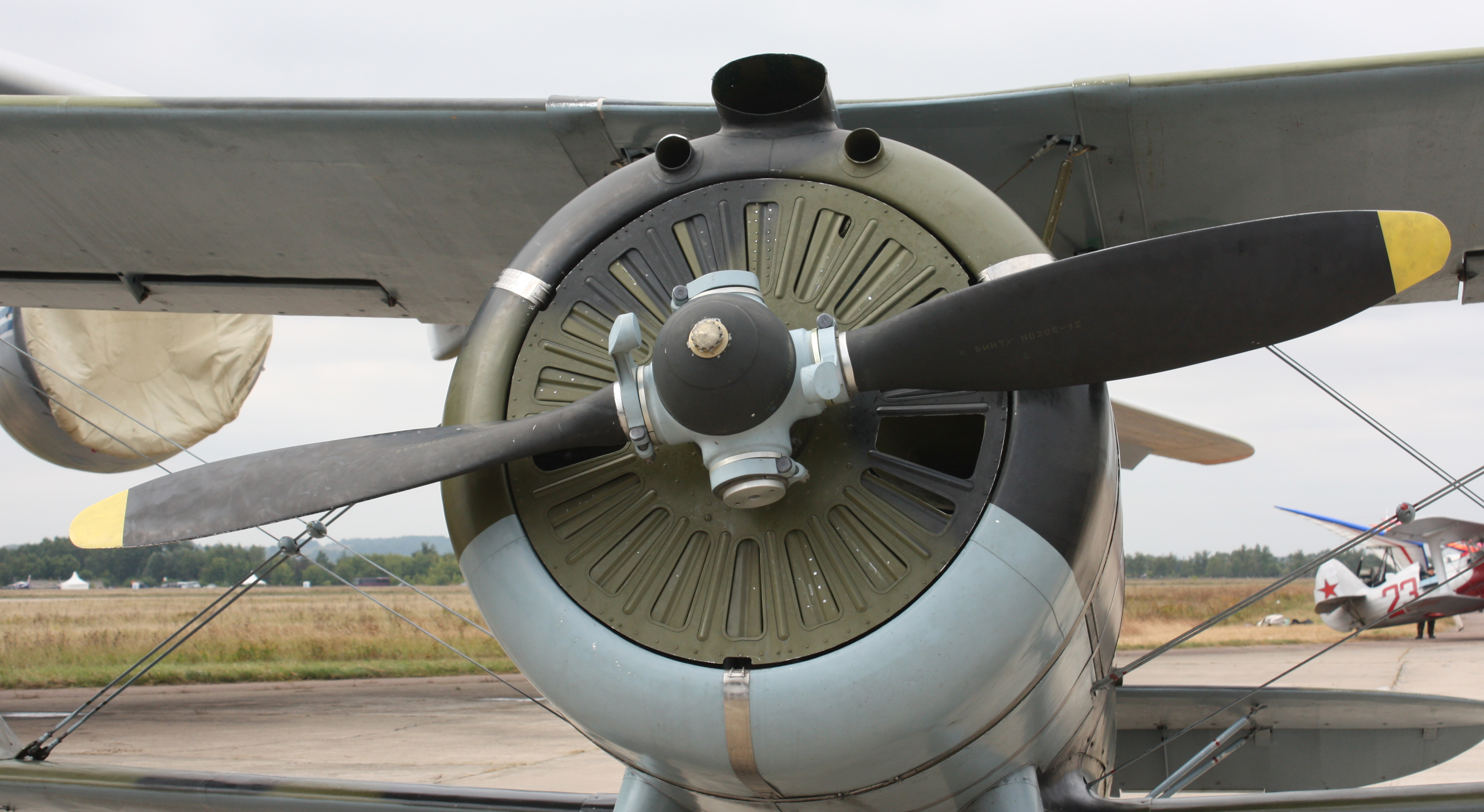
エンジンカウルに防寒シャッターが取り付けられたポリカールポフ・I-15。極寒のシベリアにおける、星型エンジンのオーバークールを予防するための装備である。

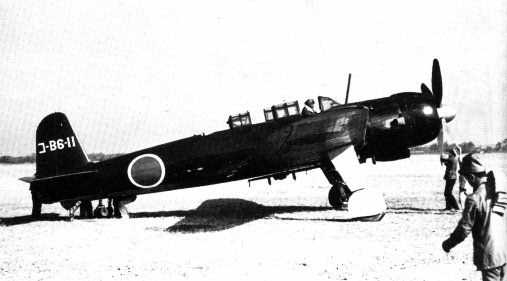
天山一二型試作機(B6N2)のプロペラを手で回転させる地上要員。下部シリンダーへのオイル滞留の予防や、冷間始動前にクランクシャフトが水撃作用を起こしていないか確認する意味もあった。

短いクランクシャフト
一重の星型エンジンではクランクシャフトが単気筒エンジンと同じ長さになり、エンジン製造技術の低い20世紀初頭では、クランクシャフトが長大になり真直精度の確保が難しい直列エンジンやV型エンジンよりも製造が容易であった。但しサブロッドを多数組み付けるコンロッド大端を一体形状にしてクランクをボルト組み立て式にする場合が多く、この場合クランクの製造は容易なものの剛性は高くない。
冷却方式
各シリンダーが機体前面にさらされるために冷却風が当たりやすく、ほとんどが空冷で済ます場合が多かったが、前面と後面、あるいは複列の場合の前列と後列の冷却性の不均一は避けられない。そのため水冷のものも出現し始めていたが、普及する前に航空用としての星型エンジンそのものの需要が衰退した。
エンジンの前面投影面積が大きいため機体形状が頭でっかちとなり、空気抵抗が大きい。またプロペラ先端回転速度を音速以下に抑える必要からプロペラ直径には限界があり、プロペラ後流がエンジンに当たる割合が大きく、冷却には有利なものの推進ロスが大きい。この欠点はカウルにより軽減することができるが、極寒でのオーバークール防止や熱帯でのオーバーヒート防止といった必要性に合わせてカウルの前面や後端に開口面積の調整機構が必要となる場合もある。
また、推進用のプロペラとは別に、小型の同軸強制冷却ファンを用いる方法もある。
多気筒化
クランクシャフト2回転で全シリンダを等間隔爆発で一巡させる4サイクル星型エンジンでは、単列あたり奇数気筒とする必要があり、多くは7、9気筒を採用した。二重星型には14気筒、18気筒、22気筒（ハ50、ハ51、R-4090）。三重星型には15気筒（Armstrong Siddeley Hyena ）、21気筒（Armstrong Siddeley Deerhound）。四重星型には28気筒（R-4360）、36気筒（XR-7755）。六重星型には42気筒（Zvezda M503）などの例がある。
二重星型16気筒のブリストル ハイドラ（英語版）のように、偶数気筒の列を持つ星型エンジンも試作されたことがあるが、これは等間隔爆発の直列2気筒を星型に8列配置するという発想で、一つの星型8気筒列あたりで見ると等間隔爆発にはなっていない。
複列型の気筒配置は、液冷なら直列、空冷なら後列のシリンダーを前列のシリンダーの間に配置して風が当たるようにしている。三重以上の空冷複列星型では螺旋状にシリンダーをずらしたものと直列配置のものとが存在するが、小型高出力を追求するあまり、冷却の均等性や整備性が犠牲になった例もみられた。
板カム（OHVのみ）
放射状シリンダーの為、給排気の弁を作動させるプッシュロッドも放射状に並ぶ。従って多くの場合カムシャフトは用いられず、カムはクランクケース外周に沿った大きな円板である（構造図の赤い部品）。クランクに対する板カムの回転方向によって気筒数とカム山の数や回転減速比の関係法則は異なる。
OHCのものも開発されたが主流にはならなかった。
エンジンの振動
全方位に対して対称な形状のため慣性力は釣り合い、スムーズな回転が得られるように見える。しかし、マスター＋サブロッドによる各気筒のピストンの動きの違いから単列であれば2次慣性力、複列であれば2次偶力が釣り合わず、多気筒化しても加振振幅が大きくなるだけでスムーズな回転は得られない。排気量の増大によっても振幅は大きくなるため、高出力になった第二次世界大戦末期には2次バランサーを搭載した機種もあった。また、重力（もしくは機動によるG）の関係上、キャブレター方式では全ての気筒に均等に混合気を配することは比較的困難であり燃焼のばらつきがトルク変動による振動を発生させた。対策としてはクランクシャフトのカウンターウエイトへの振り子型ダンパーの組み込みによる振動低減や、慣性主軸エンジンマウントによる機体への振動伝達抑制といった手法が用いられた。
オイル下がり
放射状にシリンダーが配置されるため、時計で言う処の3時と9時（水平）よりも下側に配置されるシリンダーはエンジンオイルが重力で燃焼室に垂れ落ちるオイル下がりが発生しやすくなる。特に時計の6時に位置する真下を向いたシリンダーの場合、下がったオイルにより点火プラグの電極が油没して始動不良の原因になる事が多く、最悪の場合シリンダー全体がオイルで満たされてしまい、ピストンが下降できないためクランクシャフトが動かなくなってしまう（流体固着、ハイドロリック・ロック）事もあった。この状態で無理に始動しようとすると、水撃作用によりコネクティングロッド（コンロッド）が曲がったり、折損したコンロッドがシリンダーやクランクケースを突き破るエンジンブローが発生する恐れすらあった。ピストンリングやシリンダーの真円度などの工作精度の問題や、エンジンオイルの品質の問題などにより、旧日本軍の星型エンジンでは下側シリンダーへのオイル下がりが発生しやすかったため、冷間始動前には真下に位置するシリンダーのヘッドから点火プラグを取り外し、シリンダー内に溜まったオイルを必ず抜く必要があっただけでなく、着陸してエンジンを停止させた際には地上要員が手でプロペラを回して真下に位置するシリンダーのピストンを上死点まで上げておくことで、燃焼室内へのオイル滞留を最小限に留めておく配慮を行う必要も生じることとなった。
極寒環境でのエンジン始動性
第二次世界大戦当時、生産が容易な星型エンジン搭載航空機は消耗兵器であり、想定使用環境を超えた酷暑や極寒の最前線にも主力として投入された。このうち極寒地域でのエンジン始動性確保には運用上の苦難があった。これは星型エンジン、あるいは空冷エンジン固有の問題ではない。カナダ北部では、整備士たちは毎日日没が近づくとエンジンからエンジンオイルを抜き、シリンダーには分厚い毛布を巻きつけてシリンダーブロックの温度低下を防ぐ措置を行う必要があり、翌朝の始動に際しては前日に抜いていたエンジンオイルをブローポットと呼ばれる灯油ストーブ付きの鍋で加熱してからエンジンに再度入れて冷間始動を行うという、大変な重労働を強いられていた。こうした状況は当時の寒冷地を抱える列強の多くで共通した問題であり、1937年にはアメリカ空軍軍属のウェルドン・ワースにより「エンジンオイルに航空燃料を意図的に添加する事で粘度を低下させる」というアイデアが考案され、ほどなく、冷間始動時のみに自動的にエンジンオイルに航空燃料を混和させる滑油希釈装置（英: oil-dilution system）が特許取得されるに至る。滑油希釈装置で混和された燃料は、エンジンが始動してエンジンオイルが加熱されるとオイルより先に蒸散するため、暖機完了後はエンジンオイルの粘度が元通りになるという仕組みであり、星型エンジンのみならず、連合軍の水冷V型12気筒を用いる航空機の多くに普及したが、同時期のナチス・ドイツではこの概念が広く理解されることが無いまま独ソ戦に突入し、厳冬期の東部戦線ではエンジンオイルの凍結に苦しめられる事になった。皮肉にも、この問題の解決策はソビエト連邦軍の捕虜たちから伝達される事になった。ソ連兵捕虜達は、エンジンオイル注入口から航空燃料を流し込み、エンジンルーム内に燃料を振り撒いて火を付けるというドイツ兵から見れば破天荒極まりない手段を用いて、しばしばドイツ軍の航空機や戦車のエンジンの冷間始動を成功させたのである。他にも、イギリス空軍では強力な灯油ヒーターを用いて温風をエンジンルームに送り込む装置を搭載したライトバンを「除氷バン」の名称で採用したり、満州国に展開した大日本帝国陸軍飛行戦隊では、エンジンのシリンダーをすっぽり被える構造の巨大なハクキンカイロを採用するなどして極寒下での冷間始動性の向上の努力を行っていた。

## 具体例
代表的な星型空冷エンジンを以下に挙げる。
- 中島製 寿 - 1930年代から、日本の九六式艦上戦闘機などに搭載された。星型9気筒。
- 中島製 栄 - 第二次世界大戦時、日本の零式艦上戦闘機などに搭載された。複列星型14気筒。
- 中島製 誉 - 同じく日本の戦闘機、紫電改などに搭載された。複列星型18気筒。
- BMW製 BMW 801 - 同じくドイツの戦闘機、Fw190などに搭載された。複列星形14気筒。
- プラット・アンド・ホイットニー製 ツインワスプ - 同じくアメリカの艦上戦闘機、F4Fなどに搭載された。複列星形14気筒。
- プラット・アンド・ホイットニー製 ワスプ・メジャー - 四重星型28気筒。
- 小川精機がOSエンジンブランドで現在でも販売するFR5-300エンジン - 大型模型飛行機用の50 cc星型5気筒。
- ライトR-975（英語版） カーチス・ライト社が開発製造した星型空冷エンジンだが、ライセンスを得てコンチネンタル・モータース社で生産された物が、M4中戦車他の米軍軍用車両向けに大量採用された。

その他は航空用エンジンの一覧を参照

## 歴史
イタリア陸軍の将軍ジュリオ・ドゥーエは、将校時代にトリノ工科大学で電気工学を専攻し、軍用星型エンジンの研究で評価された。
実際に航空機用に星型エンジンを最初開発・製造したのは、アメリカのサミュエル・ラングレーとその助手であるチャールズ・マンリーであった。マンリーが1901年に制作したマンリー・バルザーエンジンは5気筒で52馬力を出し、ライト兄弟がフライヤー1に搭載したエンジン（12馬力）よりも性能がよかった。しかし、このエンジンを搭載した実験機エアロドロームは1903年に行った2度にわたるテスト飛行に失敗、その成果をあげることはできなかった。